# لارا وندل
لارا وندل (انگلیسی: Lara Wendel؛ زادهٔ ۲۹ مارس ۱۹۶۵) بازیگر اهل ایالات متحده آمریکا است. وی بین سال‌های ۱۹۷۲ تا ۱۹۹۳ میلادی فعالیت می‌کرد.
از فیلم‌ها یا برنامه‌های تلویزیونی که وی در آن نقش داشته است، می‌توان به گوست‌هاوس، ارتباط ایتالیایی، پرندگان قاتل، همسر شیطان، ردنک، دانشکده و شناسایی یک زن اشاره کرد.